# Felca
Felipe Bressanim Pereira (Londrina, 25 de julho de 1998), mais conhecido como Felca, é um youtuber, influenciador digital e humorista brasileiro. Conhecido por seus vídeos de reação e sátiras de tendências da internet, começou sua carreira como streamer em 2019, produzindo vídeos de jogos eletrônicos. Com o tempo, reformulou seu conteúdo e passou a criar vídeos humorísticos, principalmente com tom autodepreciativo.
Ganhou notoriedade em 2023 ao testar a base "We Pink", de Virgínia Fonseca, e com vídeos criticando lives de NPC no TikTok, que lhe renderam 31 mil reais, doando todo o valor arrecadado para instituições de caridade. Em 2025, desmantelou uma rede de exploração sexual de menores com um único vídeo sobre adultização, no qual denunciou várias pessoas associadas à exploração sexual de menores de idade na Internet, entre elas, o influenciador Hytalo Santos, que perdeu sua conta no Instagram após a repercussão negativa, e rendeu debates sobre a criação de leis para combater a exploração sexual de menores na Internet.
Felca faz parte do canal Coisa Nossa, do Guaraná Antarctica.

## Carreira
Natural de Londrina, Paraná, Felca, pseudônimo de Felipe Bressanim Pereira, reside em São Paulo. Iniciou sua carreira como streamer em 2012, jogando videogames em lives e, posteriormente, migrou para a produção de conteúdo humorístico, frequentemente de tom autodepreciativo, focando em vídeos de reação e sátiras de assuntos em alta na internet. Em julho de 2017, criou o seu canal no YouTube.
Em 16 de maio de 2023, Felca publicou um vídeo testando a base "We Pink", da influenciadora Virgínia Fonseca, que afirmava que seu produto era à prova d'água. O influenciador aplicou a base exageradamente, o que, segundo ele, deixou sua pele grudenta, com aparência pouco natural e sensação pegajosa, prejudicando sua visão. No final, ao tentar removê-la com água sem sucesso, expôs a fraude. O vídeo ficou entre os assuntos mais comentados do Twitter e possui mais de 19,9 milhões de visualizações no YouTube. Um ano depois, ele testou o body splash da mesma marca, que provocava enjoo em seus usuários. Após a repercussão dos vídeos, Felca afirmou em entrevista à Gkay que foi excluído por Virgínia e a acusou de ter "ego frágil", afinal, ele não tinha inimizade com ela e seu vídeo era em um tom humorístico.
Em setembro do mesmo ano, Felca voltou a viralizar ao realizar lives de NPC para criticar essa tendência — um tipo de live streaming em que streamers imitam personagens com voz infantil e movimentos repetitivos. Os vídeos lhe renderam um milhão de seguidores em apenas quatro dias e 31 mil reais, o equivalente a cerca de dois mil reais por hora, o que popularizou essa tendência e estimulou outras pessoas a fazerem o mesmo. Felca doou o valor arrecadado a instituições de caridade, como o Instituto Ayrton Senna, Fundação Sara, Fundação HAJA, Amigos do Bem e Ampara Animal.
No contexto da CPI das Bets, criticou influenciadores de sites de apostas, incluindo Virgínia Fonseca. Após o depoimento dela, Felca comentou que a comissão parecia um "grupo de amigos brincando", citando a ludopatia, vício em apostas reconhecido pela OMS. Em entrevista ao podcast Inteligência Ltda., revelou ter recusado 50 milhões de reais por um contrato de três meses com uma casa de apostas. A senadora Soraya Thronicke (PODE-MS), que estava presente na entrevista, convidou Felca a depor na CPI das Bets como contraponto. Por sua atuação e influência contra o vício em jogos de azar, a Associação Brasileira de Psiquiatria (ABP) o reconheceu como Parceiro Nacional da Saúde Mental.

### Publicação de vídeo sobre adultização
Em 6 de agosto de 2025, Felca publicou um vídeo intitulado "adultização" que atingiu mais de 45 milhões de visualizações em dez dias e lhe rendeu mais de um milhão de inscritos em curto período. No vídeo, ele denuncia a exploração de menores na criação de conteúdo na internet, a existência do que Felca chamou de "Algoritmo P", que permite a propagação de conteúdos que podem ser usados por pedófilos, e a falta de ação das plataformas para impedir que sejam feitas pesquisas ou se usem termos relacionados à exploração sexual infantil. Dentre os influenciadores mencionados, está Hytalo Santos, que já era investigado pelo Ministério Público da Paraíba desde 2024 por exposição inadequada de adolescentes em suas redes sociais e foi preso em 15 de agosto de 2025, em Carapicuíba, pelos crimes de exploração sexual infantil e tráfico humano. Outro nome é o de Kamyla Maria Silva, a Kamylinha Santos, que fazia parte da chamada "Turma do Hytalo", grupo liderado pelo influenciador paraibano, desde seus doze anos, e dizia em suas redes sociais ter sido adotada por Hytalo. Ela também era alvo de investigação do MP-PB por seus vídeos com conotação sexual. Também foram citadas Bel Peres e sua mãe Francinete, do canal do YouTube "Bel Para Meninas". O canal era voltado para temas lúdicos e educativos, mas repercutiu negativamente em 2020, após Bel, então menor de idade, ter participado de um desafio que provocava vômito e desconforto em quem o assistia, levantando a discussão de que ela estava sendo explorada. Francinete removeu os vídeos do canal que contavam com a presença da filha, e sobre as acusações de Felca, Bel alegou serem falsas e que os trechos de seus vídeos foram retirados do contexto.
Após a repercussão do vídeo de Felca, os perfis de Hytalo e de Kamyla foram desativados no Instagram, a Justiça determinou a desmonetização dos vídeos de Hytalo que contavam com a presença de menores, e proibiu o influenciador de entrar em contato com os menores citados nos processos, assim como os pais destes. O debate levantado por Felca rendeu elogios de famosos, como Juliette, que parabenizou o influenciador pela coragem de tratar do assunto e pela sua investigação detalhada, e de autoridades no combate à exploração sexual infantil, como Luciana Temer, presidente do Instituto Liberta, que ressaltou que apesar dela, de diversos jornalistas, autoridades do Judiciário e de organizações como a Abrinq terem abordado o caso Hytalo Santos no passado, apenas o vídeo de Felca conseguiu levar o tema ao público geral e gerar consequências aos envolvidos. Diversos projetos de lei, alguns sendo chamados de "Lei Felca", foram criados por políticos, com ao menos 32 deles sendo feitos na Câmara dos Deputados. Hytalo foi preso uma semana após a divulgação do vídeo.
Em matéria no Fantástico, Felca contou que a motivação para ter feito esse vídeo foi ter "pessoas do meu convívio abusadas sexualmente na infância". Felca relatou ter sofrido ameaças após a publicação do vídeo, passando a usar carro blindado e a andar escoltado por seguranças. Ele também anunciou processos contra 233 perfis no X, ex-twitter, por difamação relacionada à pedofilia. Para seus críticos, declarou: 'É mais importante do que eu, não vou parar."

## Vida pessoal
Felca revelou publicamente ter sofrido de depressão, que tem diagnóstico de transtorno de ansiedade social e acredita estar no espectro autista. Namorou a criadora de conteúdo digital Heloísa Borsari por quase dois anos.

## Honrarias e reconhecimentos
Em 2025, foi agraciado com o título de Parceiro de Saúde Mental pela Associação Brasileira de Psiquiatria (ABP), em reconhecimento à sua contribuição na luta contra o preconceito e a desinformação sobre a psiquiatria. A honraria foi assinada em 18 de junho de 2025.

## Prêmios e indicações
| Ano  | Prêmio           | Categoria                | Resultado | Ref.   |
| ---- | ---------------- | ------------------------ | --------- | ------ |
| 2023 | BreakTudo Awards | Youtuber do Ano          | Indicado  | [ 38 ] |
| 2024 | Prêmio iBest     | Youtuber Revelação       | Indicado  | [ 39 ] |
| 2024 | Prêmio iBest     | Influenciador de Opinião | Indicado  | [ 40 ] |
| 2025 | Prêmio iBest     | Streamer Influenciador   | Pendente  | [ 41 ] |
| 2025 | Prêmio iBest     | Creator do Ano           | Pendente  | [ 42 ] |